# INTERBUS
INTERBUS — шина по типу последовательного канала для датчиков и исполнительных механизмов. Используется для связи промышленных компьютеров, программируемых логических контроллеров, компьютеров на базе VMEbus, роботов с разнообразными датчиками и сенсорами. Разработана Phoenix Contact и доступна с 1987 года. Является одной из основных шин связи с датчиками, стандартизирована в EN 50254 и IEC 61158.
Топология шины — «кольцо» с централизованным методом доступа в режиме ведущий-ведомый.
В настоящий момент более 600 производителей поддерживают данный стандарт в системах управления и прочих устройствах.
INTERBUS вместе с Profibus интегрирована в единый стандарт PROFINET IO.